# 토이거
토이거(Toyger)는 집고양이의 한 품종으로, 줄무늬가 호랑이를 연상시키기 때문에 '장난감 호랑이'처럼 만들기 위해 교배한 결과이다. 이 종을 만든 주디 서든은 사람들이 야생 호랑이의 보호에 관심을 갖도록 영감을 주기 위해 이 품종이 개발되었다고 말했다. 2000년대 초 국제고양이협회에 의해 등록만 인정받았고, 2012년 풀 챔피언 품종의 요건을 충족하였다. 미국에는 약 20명의 육종가가 있고 미국을 제외하고는 15명 정도가 있다.
2020년 기준으로 469마리의 토이거들이 파페즈 데이터베이스에 등록되어 있다.

## 역사

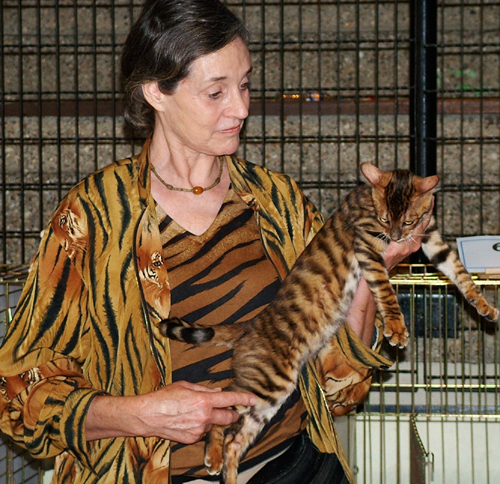
2007년 프랑스 TICA 쇼의 주디 서든

이 품종은 1980년대에 미국에서 개발되기 시작했는데, 주디 서든이 그녀가 기르는 고양이들 중 하나에서 특이한 고등어 무늬의 고양이를 발견했다. 얼굴의 관자놀이에 생기는 작은 점은 고양이에게 원형 호랑이 얼굴 패턴이 가능하다는 것을 유전적으로 증명했다. 여러 나라에서 온 약 40마리의 고양이들이 벵골, 줄무늬가 있는 육종되지 않은 단모종 고양이들, 인도에서 수입된 고양이들을 포함하여 여러 해에 걸쳐 연구되었다.

## 특징
다음은 TICA가 지정한 토이거 품종 표준이다.
- 머리 모양: 중형이고, 타원형의 머리에 주로 깊고 비뚤어진 원통형의 주둥이가 있다.
- 귀: 작고 동그랗다. 머리 뒤쪽을 향해 넓게 펴져있으며, 눈의 중심을 향해 45도 방향이다.
- 눈: 중간 크기의 원형이며, 눈매가 날카롭지 않다. 색이 짙다.
- 주둥이: 윤곽이 뚜렷하고, 길다. 앞에서 보기에 거꾸로 된 하트 모양이다. 대부분의 작은 고양이보다 앞으로 기울어져 있다.
- 코: 근육이 많고, 길고, 넓고, 둥글며, 눈 사이의 간격만큼의 너비이다.
- 다리와 발: 바닥과 몸체 사이의 공간이 몸통의 폭과 거의 동일하다..
- 꼬리: 매우 길고 두껍지 않다.  털은 많고 빽빽하나 짧다.
- 근육: 굉장히 근육이 많아 운동을 잘하게 보인다.  수컷의 경우에는 특히 그렇다.
- 털 길이: 털은 균일하게 짧다. 털은 관자놀이와 주름에서 더 길다.
- 색:  거의 검은색에서 갈색, 황갈색이어야 한다. 흰색 바탕색은 최대한 균일하게 밝거나 거의 흰색이어야 한다.
- 무늬: 명확하고 날카로운 모서리 패턴이며, 뚜렷해야 한다. 몸의 줄무늬는 일반적으로 목, 다리, 꼬리에 있는 표시와 함께 수직으로 정렬되어야 한다. 굵은 줄무늬와 불균일한 줄무늬가 있으며, 발바닥과 꼬리 끝은 검은색이어야 한다.

## 같이 보기
- 오시캣